# グルアイブアットチー
グルアイブアットチー（タイ語: กล้วยบวชชี、発音 [klûa̯j bùa̯t t͡ɕʰīː]）、バナナのココナッツミルク浸しはタイ料理におけるデザートのひとつ。 バナナをココナッツミルク或いはココナッツクリームに混ぜると言う単純な調理法を採りながらも豊かな風味を持つ。グルアイブアットチーは普通バターを2とすると砂糖と塩がそれぞれ1の割合で合わせ、鍋で煮られることによって作られる。 
グルアイブアットチーはタイ全土で幅広く受け入れられているのみならず、 ミャンマーやラオス、カンボジア、マレーシアなどのタイと近接する東南アジア諸国でも人気があり、更に日本においてもタイ料理店などでデザートとして提供される。 温かい状態で食されることも冷たい状態を楽しむ食べ方も存在する。 

## 語源
タイ語 で「ブアットチー」という語句は、女子修道会に属する女性が着ている白い服を指す用法があり、グルアイブアットチーの白い色を表すのに転用されたと考えられている。 